# 육영재단
육영재단(育英財團)은 대한민국 박정희 대통령의 부인 육영수가 어린이 복지사업을 위해 1969년에 설립한 재단이다.

## 역사
1969년 4월 14일 당시 박정희 대통령 부인 육영수가 어린이 복지사업을 목적으로 설립해 같은 해 4월 24일 설립인가를 받았다. 육영재단이 육영수의 이름을 땄다는 것은 동음때문에 생긴 오해이다. 육영사업을 위한 재단이다.
1970년 7월 25일 재단의 설립정신에 의거, 서울 남산에 어린이회관을 개관함과 동시에 어린이 잡지 《어깨동무》를 인수하여 발간하였다. 1975년 10월 남산의 회관 건물을 국립중앙도서관에 이양하고, 서울특별시 광진구 능동 18-11 에 새 회관을 지어 이전했다. 어린이 종합교양지《어깨동무》, 미취학 어린이들을 위한 그림책《꿈나라》, 만화《보물섬》 등의 어린이 잡지를 발행하였다. 현재는 모두 폐간되었으며, 어린이회관, 놀이공원, 웨딩홀 등을 운영하고 있다.
1982년에 박근혜가 동생인 박근령과의 경영권 분쟁을 겪은 후 1990년에 박근령이 이사장으로 취임했다. 2008년부터 육영재단은 법원이 선임한 9명의 임시이사 체제로 운영되고 있다.

## 같이 보기
- 어린이회관
- 정수장학회
- 박근혜
- 박근령
- 박지만